# Trichomycterus
Trichomycterus is een geslacht van straalvinnige vissen uit de familie van de parasitaire meervallen (Trichomycteridae).

## Soorten
- Trichomycterus aguarague Fernández & Osinaga, 2006
- Trichomycterus albinotatus Costa, 1992
- Trichomycterus alternatus (Eigenmann, 1917)
- Trichomycterus alterus (Marini, Nichols & La Monte, 1933)
- Trichomycterus areolatus Valenciennes, 1846
- Trichomycterus arleoi (Fernández-Yépez, 1972)
- Trichomycterus atochae (Allen, 1942)
- Trichomycterus auroguttatus Costa, 1992
- Trichomycterus bahianus Costa, 1992
- Trichomycterus ballesterosi Ardila Rodríguez, 2011
- Trichomycterus banneaui (Eigenmann, 1912)
- Trichomycterus barbouri (Eigenmann, 1911)
- Trichomycterus belensis Fernández & Vari, 2002
- Trichomycterus bogotensis (Eigenmann, 1912)
- Trichomycterus bomboizanus (Tortonese, 1942)
- Trichomycterus borellii Boulenger, 1897
- Trichomycterus boylei (Nichols, 1956)
- Trichomycterus brasiliensis Lütken, 1874
- Trichomycterus brunoi Barbosa & Costa, 2010
- Trichomycterus cachiraensis Ardila Rodríguez, 2008
- Trichomycterus caipora Lima, Lazzarotto & Costa, 2008
- Trichomycterus caliensis (Eigenmann, 1912)
- Trichomycterus candidus (Miranda Ribeiro, 1949)
- Trichomycterus castroi De Pinna, 1992
- Trichomycterus catamarcensis Fernández & Vari, 2000
- Trichomycterus caudofasciatus Alencar & Costa, 2004
- Trichomycterus celsae Lasso & Provenzano, 2003
- Trichomycterus chaberti Durand, 1968
- Trichomycterus chapmani (Eigenmann, 1912)
- Trichomycterus chiltoni (Eigenmann, 1928)
- Trichomycterus chungaraensis Arratia, 1983
- Trichomycterus claudiae Barbosa & Costa, 2010
- Trichomycterus concolor Costa, 1992
- Trichomycterus conradi (Eigenmann, 1912)
- Trichomycterus corduvensis Weyenbergh, 1877
- Trichomycterus crassicaudatus Wosiacki & De Pinna, 2008
- Trichomycterus dali Rizzato, Costa, Trajano & Bichuette, 2011
- Trichomycterus davisi (Haseman, 1911)
- Trichomycterus diabolus Bockmann, Casatti & De Pinna, 2004
- Trichomycterus dispar (Tschudi, 1846)
- Trichomycterus dorsostriatum (Eigenmann, 1917)
- Trichomycterus duellmani Arratia & Menu-Marque, 1984
- Trichomycterus emanueli (Schultz, 1944)
- Trichomycterus fassli (Steindachner, 1915)
- Trichomycterus fuliginosus Barbosa & Costa, 2010
- Trichomycterus gabrieli (Myers, 1926)
- Trichomycterus giganteus Lima & Costa, 2004
- Trichomycterus goeldii Boulenger, 1896
- Trichomycterus gorgona Fernández & Schaefer, 2005
- Trichomycterus guaraquessaba Wosiacki, 2005
- Trichomycterus guianense (Eigenmann, 1909)
- Trichomycterus hasemani (Eigenmann, 1914)
- Trichomycterus heterodontus (Eigenmann, 1917)
- Trichomycterus hualco Fernández & Vari, 2009
- Trichomycterus igobi Wosiacki & De Pinna, 2008
- Trichomycterus iheringi (Eigenmann, 1917)
- Trichomycterus immaculatus (Eigenmann & Eigenmann, 1889)
- Trichomycterus itacambirussu Triques & Vono, 2004
- Trichomycterus itacarambiensis Trajano & De Pinna, 1996
- Trichomycterus itatiayae Miranda Ribeiro, 1906
- Trichomycterus jacupiranga Wosiacki & Oyakawa, 2005
- Trichomycterus jequitinhonhae Triques & Vono, 2004
- Trichomycterus johnsoni (Fowler, 1932)
- Trichomycterus knerii Steindachner, 1882
- Trichomycterus landinga Triques & Vono, 2004
- Trichomycterus latidens (Eigenmann, 1917)
- Trichomycterus latistriatus (Eigenmann, 1917)
- Trichomycterus laucaensis Arratia, 1983
- Trichomycterus lewi Lasso & Provenzano, 2003
- Trichomycterus longibarbatus Costa, 1992
- Trichomycterus macrophthalmus Barbosa & Costa, 2012
- Trichomycterus macrotrichopterus Barbosa & Costa, 2010
- Trichomycterus maculosus Barbosa & Costa, 2010
- Trichomycterus maldonadoi Ardila Rodríguez, 2011
- Trichomycterus maracaiboensis (Schultz, 1944)
- Trichomycterus maracaya Bockmann & Sazima, 2004
- Trichomycterus mariamole Barbosa & Costa, 2010
- Trichomycterus megantoni Fernández & Chuquihuamaní, 2007
- Trichomycterus meridae Regan, 1903
- Trichomycterus migrans (Dahl, 1960)
- Trichomycterus mimonha Costa, 1992
- Trichomycterus mimosensis Barbosa, 2013
- Trichomycterus mirissumba Costa, 1992
- Trichomycterus mondolfi (Schultz, 1945)
- Trichomycterus motatanensis (Schultz, 1944)
- Trichomycterus naipi Wosiacki & Garavello, 2004
- Trichomycterus nigricans Valenciennes, 1832
- Trichomycterus nigroauratus Barbosa & Costa, 2008
- Trichomycterus nigromaculatus Boulenger, 1887
- Trichomycterus novalimensis Barbosa & Costa, 2010
- Trichomycterus oroyae (Eigenmann & Eigenmann, 1889)
- Trichomycterus pantherinus Alencar & Costa, 2004
- Trichomycterus paolence (Eigenmann, 1917)
- Trichomycterus papilliferus Wosiacki & Garavello, 2004
- Trichomycterus paquequerense (Miranda Ribeiro, 1943)
- Trichomycterus pauciradiatus Alencar & Costa, 2006
- Trichomycterus payaya Sarmento-Soares, Zanata & Martins-Pinheiro, 2011
- Trichomycterus pirabitira Barbosa & Azevedo-Santos, 2012
- Trichomycterus piurae (Eigenmann, 1922)
- Trichomycterus plumbeus Wosiacki & Garavello, 2004
- Trichomycterus potschi Barbosa & Costa, 2003
- Trichomycterus pradensis Sarmento-Soares, Martins-Pinheiro, Aranda & Chamon, 2005
- Trichomycterus pseudosilvinichthys Fernández & Vari, 2004
- Trichomycterus punctatissimus Castelnau, 1855
- Trichomycterus punctulatus Valenciennes, 1846
- Trichomycterus puriventris Barbosa & Costa, 2012
- Trichomycterus ramosus Fernández, 2000
- Trichomycterus regani (Eigenmann, 1917)
- Trichomycterus reinhardti (Eigenmann, 1917)
- Trichomycterus retropinnis Regan, 1903
- Trichomycterus riojanus (Berg, 1897)
- Trichomycterus rivulatus Valenciennes, 1846
- Trichomycterus roigi Arratia & Menu-Marque, 1984
- Trichomycterus romeroi (Fowler, 1941)
- Trichomycterus rubiginosus Barbosa & Costa, 2010
- Trichomycterus ruitoquensis Ardila Rodríguez, 2007
- Trichomycterus sandovali Ardila Rodríguez, 2006
- Trichomycterus santaeritae (Eigenmann, 1918)
- Trichomycterus santanderensis Castellanos-Morales, 2007
- Trichomycterus sketi Castellanos-Morales, 2011
- Trichomycterus spegazzinii (Berg, 1897)
- Trichomycterus spelaeus DoNascimiento, Villarreal & Provenzano, 2001
- Trichomycterus spilosoma (Regan, 1913)
- Trichomycterus stawiarski (Miranda Ribeiro, 1968)
- Trichomycterus stellatus (Eigenmann, 1918)
- Trichomycterus straminius (Eigenmann, 1917)
- Trichomycterus striatus (Meek & Hildebrand, 1913)
- Trichomycterus taczanowskii Steindachner, 1882
- Trichomycterus taenia Kner, 1863
- Trichomycterus taeniops Fowler, 1954
- Trichomycterus taroba Wosiacki & Garavello, 2004
- Trichomycterus tenuis Weyenbergh, 1877
- Trichomycterus tete Barbosa & Costa, 2011
- Trichomycterus therma Fernández & Miranda, 2007
- Trichomycterus tiraquae (Fowler, 1940)
- Trichomycterus transandianus (Steindachner, 1915)
- Trichomycterus trefauti Wosiacki, 2004
- Trichomycterus triguttatus (Eigenmann, 1918)
- Trichomycterus tropeiro Ferrer & Malabarba, 2011
- Trichomycterus tupinamba Wosiacki & Oyakawa, 2005
- Trichomycterus uisae Castellanos-Morales, 2008
- Trichomycterus unicolor (Regan, 1913)
- Trichomycterus variegatus Costa, 1992
- Trichomycterus venulosus (Steindachner, 1915)
- Trichomycterus vermiculatus (Eigenmann, 1917)
- Trichomycterus vittatus Regan, 1903
- Trichomycterus weyrauchi (Fowler, 1945)
- Trichomycterus yuska Fernández & Schaefer, 2003
- Trichomycterus zonatus (Eigenmann, 1918)